# Domingo Arenas (kommun)
Domingo Arenas är en kommun i Mexiko.   Den ligger i delstaten Puebla, i den sydöstra delen av landet, 80 km öster om huvudstaden Mexico City.
Följande samhällen finns i Domingo Arenas:
- Domingo Arenas
- Cháhuac